# Clavecin Electrique

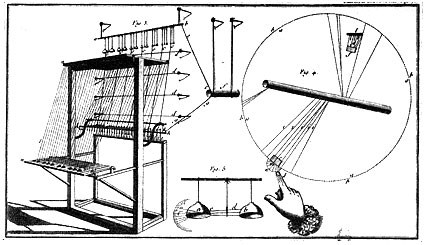
Clavecin électrique

De Clavecin Electrique is een van de vroegst gedocumenteerde elektronische instrumenten. De Clavecin Electrique dateert uit 1759, en is uitgevonden door Jean-Baptiste Delaborde uit de Jezuïetenabdij in Parijs.  Het instrument was gebaseerd op eenvoudige elektrostatische principes en was vermoedelijk een elektromechanisch instrument dat gecontroleerd werd door een toetsenbord, eerder dan een synthesizer (die elektronische klanken en geluiden opwekt).  De Clavecin Electrique produceerde waarschijnlijk muzikale geluiden door elektronisch trillende metaaltanden en wrijving van klokken en kleppen.